# Juan Garrido Canales
Juan Garrido Canales (Ossa de Montiel, 22 de noviembre de 1966), conocido como Canales, es un exfutbolista español que jugaba de guardameta. Es el actual entrenador de porteros del Club Deportivo Eldense.

## Trayectoria como jugador
Nacido en Ossa de Montiel, se mudó a Elda cuando todavía era un niño. Comenzó su carrera en las filas del Club Deportivo Eldense, club desde el cual pasa al Castilla Club de Fútbol, filial del Real Madrid, en 1983. En la temporada 1984-1985 tiene la oportunidad de disputar un partido con el primer equipo, debido a una huelga de futbolistas, continuando posteriormente en el filial durante varias temporadas.
Para el ejercicio 89-90 ficha por el Xerez, en Segunda División , pero apenas participa. Su carrera se relanza con el fichaje por el Logroñés al año siguiente, ya que en este equipo, a las órdenes de David Vidal, disputa 30 partidos de liga, lo que le abre las puertas del Deportivo de La Coruña, equipo en el que militó durante una de sus épocas históricas más gloriosas, llegando a conquistar una Copa del Rey, aunque sin llegar a ser en ningún momento titular, pues siempre permaneció a la sombra de Paco Liaño, ganador dos veces del Trofeo Zamora.
En el mercado de invierno de la temporada 1996-1997 ficha por la UD Las Palmas, consiguiendo la titularidad desde el principio durante toda esa segunda vuelta. En el equipo canario permanecerá durante dos temporadas más, aunque ya apenas vuelve a jugar, puesto que se hace con la meta el cancerbero Željko Cicović.
Universidad de Las Palmas y Club Deportivo Eldense fueron sus últimos destinos como profesional.

## Trayectoria como entrenador de porteros
Tras retirarse en el equipo de Elda, se convirtió en su entrenador, en Tercera División. Posteriormente trabajó como entrenador de porteros en otros dos clubes alicantinos: el Hércules CF y el Alicante CF. En 2008 regresó al Real Madrid como preparador de porteros del Juvenil A y del Real Madrid Castilla. 
El 25 de junio de 2013 dio salto al primer equipo de la mano de Carlo Ancelotti quien confió en el desde el primer momento de su llegada a Madrid, tras esto estuvo durante varios años como entrenador de Iker Casillas, del cual también fue asesor financiero.
En el mercado de invierno de la temporada 2015/16 se convierte en preparador de porteros del UCAM Murcia Club de Fútbol.